# Konventikel
En konventikel (latin conventiculum – lille sammenkomst) er en religiøs sammenkomst I private hjem (dvs. uden for kirken). Oftest var deltagerne lægfolk - dog kunne det hænde, at en præst deltog. Især når denne havde sympati for deltagernes religiøse anskuelser. 
At komme sammen i private hjem for fælles andagt og sang, var karakteristisk for pietismen og metodismen i 1600- og 1700-tallet. 

## Konventikel i europæisk sammenhæng
I middelalderen var udtrykket konventikel et nedsættende udtryk for kætterske eller religiøse grupper uden for den tilladte katolske kirke. Så tidligt som i 1199 brugte Pave Innocent III udtrykket "occulta conventicula" (mørke møder) om de grupperinger i Metz, som unddrog sig kirkelig kontrol.
På samme måde fordømte Konsilet i Vienne i 1311 Begarden som konventikler. Begarden (mænd) og Beginen (kvinder) var betegnelsen for kristelige fællesskaber (brødre eller søstre), som hverken aflagde religiøse ordensløfter eller levede i cølibat. Beginen og Begarden (også benævnt Lollards eller Lollharden) førte et religiøst, men ugift liv i fællesskaber i de såkaldte Beginenhuse eller Begardenhuse. Begarden og Beginen fandtes i det 12. århundrede i Nederlandene og i det 13. århundrede også i Tyskland, Frankrig, Norditalien og Schweiz.

## Konventikel på dansk
Herrnhutismen (også benævnt "den glade pietisme"), som kom til Danmark med grev Zinzendorf i 1731, drev sin danske missionsvirksomhed via sammenkomster i private hjem. Det blev den direkte anledning til Konventikelplakaten fra 1741, der forbød disse religiøse sammenkomster i hjemmene uden sognepræstens tilstedeværelse.
Skikken at komme sammen i private hjem "arvede" de gudelige vækkelser (af enkelte også benævnt "forsamlingsbevægelsen") i 1800-tallet i de nordiske lande. De gudelige vækkelser - ikke mindst manifesteret gennem "De stærke Jyder" og "den fynske vækkelse"- var et opgør med den rationalisme, den danske statskirke stod for. På samme tid som de stod for en konservativ pietisme manifesteret gennem fastholdelse ved Kingos salmebog (1699) og Erik Pontoppidans forklaring til Luthers Lille Katekismus (1739).
Konventikelplakaten blev ophævet i 1848. Med grundloven af 6. juni 1849 blev religions- og forsamlingsfriheden en lovfæstet ret.